# Thuật ngữ ngữ âm học
Dưới đây là danh sách các thuật ngữ dùng trong ngữ âm học, xếp theo thứ tự chữ cái của các từ tiếng Anh.

## A
| Tiếng Anh                 | Tiếng Việt                 | Hán-Việt             |
| ------------------------- | -------------------------- | -------------------- |
| affricate consonant       | âm tắc sát                 | tắc sát âm 塞擦音    |
| allophone                 | tha âm vị, âm đồng vị      | đồng vị âm 同位音    |
| alveolar consonant        | âm chân/ổ răng             | xỉ ngân âm 齒齦音    |
| alveolo-palatal consonant | âm lợi-vòm miệng           | ngân ngạc âm 齦腭音  |
| apical consonant          | âm đầu lưỡi                | 舌尖音 thiệt tiêm âm |
| approximant consonant     | âm tiếp cận, âm trung gian | tiếp cận âm 接近音   |
| aspiration                | âm (bật) hơi               |                      |

| Mục lục: | Đầu • 0–9 • A B C D E F G H I J K L M N O P Q R S T U V W X Y Z |

## B
| Tiếng Anh          | Tiếng Việt     | Hán-Việt                                 |
| ------------------ | -------------- | ---------------------------------------- |
| back vowel         | nguyên âm sau  | hậu nguyên âm 後元音                     |
| bigraph            | hai chữ một âm | nhị trùng âm tự 二重音字                 |
| bilabial consonant | âm đôi môi     | song thần âm 雙唇音, lạng thần âm 両唇音 |

| Mục lục: | Đầu • 0–9 • A B C D E F G H I J K L M N O P Q R S T U V W X Y Z |

## C
| Tiếng Anh         | Tiếng Việt            | Hán-Việt                               |
| ----------------- | --------------------- | -------------------------------------- |
| central consonant | phụ âm giữa (lưỡi)    | trung ương phụ âm 中央輔音             |
| central vowel     | nguyên âm giữa (lưỡi) | ương nguyên âm 央元音                  |
| checked vowel     | nguyên âm nhấn        |                                        |
| click consonant   | âm chắt               | đáp chủy âm 搭嘴音, hấp khán âm 吸着音 |
| close vowel       | nguyên âm đóng        | bế nguyên âm 閉元音                    |
| close-mid vowel   | nguyên âm nửa đóng    | bán bế nguyên âm 半閉元音              |
| coronal consonant | âm lưỡi trước         | thiệt diện tiền âm 舌面前音            |
| consonant         | phụ âm, tử âm         | phụ âm 辅音, tử âm 子音                |

| Mục lục: | Đầu • 0–9 • A B C D E F G H I J K L M N O P Q R S T U V W X Y Z |

## D
| Tiếng Anh           | Tiếng Việt     | Hán-Việt                 |
| ------------------- | -------------- | ------------------------ |
| dental consonant    | âm răng        | xỉ âm 齿音               |
| digraph             | hai chữ một âm | nhị trùng âm tự 二重音字 |
| diphthong           | nguyên âm đôi  | song nguyên âm 双元音    |
| double acute accent | dấu sắc kép    |                          |

| Mục lục: | Đầu • 0–9 • A B C D E F G H I J K L M N O P Q R S T U V W X Y Z |

## E
| Tiếng Anh            | Tiếng Việt                          | Hán-Việt                                |
| -------------------- | ----------------------------------- | --------------------------------------- |
| eclipsis             | (tiếng Gaeilge) biến đổi phụ âm đầu |                                         |
| ejective consonant   | âm tống ra, âm phóng xuất           | phóng xuất âm 放出音                    |
| elision              | lược âm, nuốt âm                    | âm tiết tỉnh lược 音節省略              |
| epiglottal consonant | âm thanh quản                       | hội yếm âm 會厭音                       |
| euphony              | âm xuôi tai, hài âm, âm nghe êm tai | duyệt nhĩ chi âm 悅耳之音, 音便 âm tiện |

| Mục lục: | Đầu • 0–9 • A B C D E F G H I J K L M N O P Q R S T U V W X Y Z |

## F
| Tiếng Anh           | Tiếng Việt      | Hán-Việt              |
| ------------------- | --------------- | --------------------- |
| flap consonant      | âm vỗ           | thiểm âm 闪音         |
| free vowel          | nguyên âm tự do |                       |
| fricative consonant | âm sát, âm xát  | sát âm 擦音           |
| front vowel         | nguyên âm trước | tiền nguyên âm 前元音 |

| Mục lục: | Đầu • 0–9 • A B C D E F G H I J K L M N O P Q R S T U V W X Y Z |

## G
| Tiếng Anh                               | Tiếng Việt                                  | Hán-Việt             |
| --------------------------------------- | ------------------------------------------- | -------------------- |
| gemination                              | kéo dài nguyên âm                           | trường phụ âm 長輔音 |
| glottal consonant                       | âm thanh hầu, âm thanh môn, hầu âm          | thanh môn âm 聲門音  |
| glottal stop, voiceless glottal plosive | âm tắc thanh hầu, âm tắc thanh hầu vô thanh |                      |

| Mục lục: | Đầu • 0–9 • A B C D E F G H I J K L M N O P Q R S T U V W X Y Z |

## H
| Tiếng Anh            | Tiếng Việt | Hán-Việt |
| -------------------- | ---------- | -------- |
| hiatus (linguistics) |            |          |

| Mục lục: | Đầu • 0–9 • A B C D E F G H I J K L M N O P Q R S T U V W X Y Z |

## I
| Tiếng Anh                       | Tiếng Việt                 | Hán-Việt           |
| ------------------------------- | -------------------------- | ------------------ |
| implosive consonant             | âm hút vào                 | nhập phá âm 入破音 |
| inflection                      | biến tố                    |                    |
| International Phonetic Alphabet | IPA, bảng phiên âm quốc tế |                    |
| intonation                      | ngữ điệu                   |                    |

| Mục lục: | Đầu • 0–9 • A B C D E F G H I J K L M N O P Q R S T U V W X Y Z |

## J
| Tiếng Anh | Tiếng Việt | Hán-Việt |
| --------- | ---------- | -------- |

| Mục lục: | Đầu • 0–9 • A B C D E F G H I J K L M N O P Q R S T U V W X Y Z |

## K
| Tiếng Anh | Tiếng Việt | Hán-Việt |
| --------- | ---------- | -------- |

| Mục lục: | Đầu • 0–9 • A B C D E F G H I J K L M N O P Q R S T U V W X Y Z |

## L
| Tiếng Anh                | Tiếng Việt                   | Hán-Việt                                        |
| ------------------------ | ---------------------------- | ----------------------------------------------- |
| labialization            | âm môi hóa                   | thần âm hóa 唇音化                              |
| labial-palatal consonant | âm môi-vòm                   |                                                 |
| labial-velar consonant   | âm môi-vòm vềm               |                                                 |
| labiodental consonant    | âm môi răng                  |                                                 |
| laminal consonant        | âm phiến lưỡi                | thiệt đoan âm 舌端音                            |
| lateral consonant        | âm cạnh (lưỡi)               | biên âm 邊音, trắc diện âm 側面音, trắc âm 側音 |
| liaison                  | nối âm, nối liền âm, nối vần | liên tụng 聯誦                                  |
| linguolabial consonant   | âm lưỡi môi                  | thiệt thần âm 舌唇音                            |
| liquid consonant         | âm chảy, âm nước             | lưu âm 流音                                     |

| Mục lục: | Đầu • 0–9 • A B C D E F G H I J K L M N O P Q R S T U V W X Y Z |

## M
| Tiếng Anh              | Tiếng Việt                | Hán-Việt                     |
| ---------------------- | ------------------------- | ---------------------------- |
| manner of articulation | cách/ phương pháp phát âm | phát âm phương pháp 發音方法 |
| mid vowel              | nguyên âm giữa            |                              |
| monophthong            | nguyên âm đơn             |                              |

| Mục lục: | Đầu • 0–9 • A B C D E F G H I J K L M N O P Q R S T U V W X Y Z |

## N
| Tiếng Anh       | Tiếng Việt         | Hán-Việt |
| --------------- | ------------------ | -------- |
| nasal consonant | phụ âm mũi         |          |
| nasal vowel     | nguyên âm mũi      |          |
| nasalisation    | hiện tượng mũi hóa |          |
| non-rhotic      |                    |          |

| Mục lục: | Đầu • 0–9 • A B C D E F G H I J K L M N O P Q R S T U V W X Y Z |

## O
| Tiếng Anh      | Tiếng Việt           | Hán-Việt |
| -------------- | -------------------- | -------- |
| onomatopoeia   | từ tượng thanh       |          |
| open vowel     | nguyên âm mở         |          |
| open-mid vowel | nguyên âm nửa mở     |          |
| oxytone        | từ được nhấn âm cuối |          |

| Mục lục: | Đầu • 0–9 • A B C D E F G H I J K L M N O P Q R S T U V W X Y Z |

## P
| Tiếng Anh              | Tiếng Việt                                            | Hán-Việt                                |
| ---------------------- | ----------------------------------------------------- | --------------------------------------- |
| palatal consonant      | âm vòm                                                |                                         |
| palatalisation         | (hiện tượng) vòm hóa, ngạc âm hóa                     | ngạc âm hóa 顎音化, khẩu cái hóa 口蓋化 |
| paragoge               | thêm âm cuối từ                                       |                                         |
| paroxytone             | từ có âm nhấn trên âm tiết trước âm tiết cuối         |                                         |
| pharyngeal consonant   | âm yết hầu                                            | yết đầu âm 咽頭音                       |
| phone                  | âm nói                                                |                                         |
| phoneme                | âm vị/tố                                              | âm tố 音素                              |
| phonetic transcription | phiên âm                                              |                                         |
| pitch accent           | dấu nhấn giọng                                        |                                         |
| place of articulation  | vị trí phát âm                                        |                                         |
| plosive consonant      | âm tắc, âm bật                                        | tắc âm 塞音, bế tỏa âm 閉鎖音           |
| postalveolar consonant | âm sau chân răng                                      |                                         |
| pronunciation          | phát âm                                               |                                         |
| proparoxytone          | từ có âm nhấn trên âm tiết thứ hai trước âm tiết cuối |                                         |

| Mục lục: | Đầu • 0–9 • A B C D E F G H I J K L M N O P Q R S T U V W X Y Z |

## Q
| Tiếng Anh | Tiếng Việt | Hán-Việt |
| --------- | ---------- | -------- |

| Mục lục: | Đầu • 0–9 • A B C D E F G H I J K L M N O P Q R S T U V W X Y Z |

## R
| Tiếng Anh           | Tiếng Việt           | Hán-Việt |
| ------------------- | -------------------- | -------- |
| retroflex consonant | âm đầu lưỡi vòm cứng |          |
| rhotic consonant    | âm R                 | R âm R音 |
| rounded vowel       | nguyên âm làm tròn   |          |

| Mục lục: | Đầu • 0–9 • A B C D E F G H I J K L M N O P Q R S T U V W X Y Z |

## S
| Tiếng Anh            | Tiếng Việt            | Hán-Việt                    |
| -------------------- | --------------------- | --------------------------- |
| sandhi               | liên âm, hợp biến âm  | liên âm 连音, hợp biến 合變 |
| semivowel            | bán âm                |                             |
| sibilant consonant   | âm xuýt, âm (kẽ) răng | xỉ âm 齒音                  |
| stop consonant       | âm tắc                | tắc âm 塞音                 |
| stress (linguistics) | trọng âm              | trọng âm 重音               |
| syllable             | âm tiết               | âm tiết 音節                |
| syllable coda        | đuôi vần, vận vĩ      | vận vĩ 韵尾                 |
| syllable nucleus     | (hạt) nhân âm tiết    |                             |
| syllable onset       | thanh mẫu             | thanh mẫu 聲母              |
| syllable rime /rhyme | vận mẫu               | vận mẫu 韻母, 韵母          |

| Mục lục: | Đầu • 0–9 • A B C D E F G H I J K L M N O P Q R S T U V W X Y Z |

## T
| Tiếng Anh        | Tiếng Việt                 | Hán-Việt                 |
| ---------------- | -------------------------- | ------------------------ |
| tenuis consonant | âm không kêu không bật hơi |                          |
| tonal language   | ngôn ngữ thanh điệu        |                          |
| tone             | thanh điệu                 | thanh điệu 聲/声調       |
| trigraph         | ba chữ một âm              | nhị trùng âm tự 二重音字 |
| trill consonant  | (phụ) âm rung              |                          |
| triphthong       | nguyên âm ba               |                          |

| Mục lục: | Đầu • 0–9 • A B C D E F G H I J K L M N O P Q R S T U V W X Y Z |

## U
| Tiếng Anh        | Tiếng Việt               | Hán-Việt                                        |
| ---------------- | ------------------------ | ----------------------------------------------- |
| umlaut           | biến đổi nguyên âm       |                                                 |
| unrounded vowel  | nguyên âm không làm tròn |                                                 |
| uvular consonant | âm lưỡi gà               | tiểu thiệt âm 小舌音, khẩu cái thùy âm 口蓋垂音 |

| Mục lục: | Đầu • 0–9 • A B C D E F G H I J K L M N O P Q R S T U V W X Y Z |

## V
| Tiếng Anh           | Tiếng Việt              | Hán-Việt                                                    |
| ------------------- | ----------------------- | ----------------------------------------------------------- |
| velar consonant     | âm vòm mềm, âm gốc lưỡi | thiệt căn âm 舌根音                                         |
| velarization        | âm vòm mềm hóa          |                                                             |
| voiced consonant    | (phụ) âm hữu thanh      | hữu thanh âm 有聲音                                         |
| voiceless consonant | (phụ) âm vô thanh       | vô thanh âm 無聲音                                          |
| vowel               | nguyên âm, mẫu âm       | mẫu âm 母音, nguyên âm 元音                                 |
| vowel harmony       | hài hòa nguyên âm       | nguyên âm hài hòa luật 元音和諧律, mẫu âm điều hòa 母音調和 |

| Mục lục: | Đầu • 0–9 • A B C D E F G H I J K L M N O P Q R S T U V W X Y Z |

## W
| Tiếng Anh | Tiếng Việt | Hán-Việt |
| --------- | ---------- | -------- |

| Mục lục: | Đầu • 0–9 • A B C D E F G H I J K L M N O P Q R S T U V W X Y Z |

## X
| Tiếng Anh | Tiếng Việt | Hán-Việt |
| --------- | ---------- | -------- |

| Mục lục: | Đầu • 0–9 • A B C D E F G H I J K L M N O P Q R S T U V W X Y Z |

## Y
| Tiếng Anh | Tiếng Việt | Hán-Việt |
| --------- | ---------- | -------- |

| Mục lục: | Đầu • 0–9 • A B C D E F G H I J K L M N O P Q R S T U V W X Y Z |

## Z
| Tiếng Anh | Tiếng Việt | Hán-Việt |
| --------- | ---------- | -------- |

| Mục lục: | Đầu • 0–9 • A B C D E F G H I J K L M N O P Q R S T U V W X Y Z |